# Pocztówki z Ameryki
Pocztówki z Ameryki (tytuł oryg. Postcards from America) – dramat filmowy koprodukcji amerykańsko-brytyjskiej z 1994 r., wyprodukowany niezależnie w wytwórni Normal Films na podstawie autobiograficznych książek Davida Wojnarowicza: Close to the Knives: A Memoir of Disintegration i Memories That Smell Like Gasoline. Zaliczany do nurtu filmów LGBT.

## Opis fabuły
New Jersey. David Wojnarowicz jest maltretowany przez ojca – zmęczonego życiem alkoholika, byłego marynarza. Nastoletni David ucieka do Nowego Jorku, gdzie przez blisko rok para się męską prostytucją. Wraz ze swoim przyjacielem dokonuje także drobnych kradzieży. Żyje na ulicy, sporadycznie nocując u zaprzyjaźnionych drag queens. Nieudolnie poszukuje uczucia, którego nigdy nie zaznał w domu rodzinnym. Następnie w nieprostym życiu Davida przychodzi czas na wędrówki po kraju, których celem jest poznawanie samego siebie.

## Nagrody
- 1995:
  - nominacja do nagrody Grand Jury Prize podczas Sundance Film Festival w kategorii najlepszy film dramatyczny dla Steve'a McLeana
- 1996:
  - nominacja do nagrody Independent Spirit podczas Independent Spirit Awards w kategorii najlepszy debiutujący scenariusz dla Steve'a McLeana